# Kirill Starkov
Kirill Olegovitj Starkov, född 31 mars 1987 i Sverdlovsk, dåvarande Sovjetunionen, är en dansk ishockeyspelare som i dagsläget spelar för HC Red Ice i NLB.

## Barndom
Starkov föddes i Sverdlovsk i Sovjetunionen men flyttade som barn till Danmark då hans far, före detta ishockeyspelaren Oleg Starkov åkte dit för att spela i Esbjerg IK. Vid 18 års ålder fick Starkov danskt medborgarskap.

## Klubbkarriär
Starkov började sin karriär i Esbjerg IK där han säsongen 2002-2003 blev vald till årets rookie. Därefter spelade han i Frölunda HCs juniorlag innan han 2005 blev draftad av NHL-laget Columbus Blue Jackets. Han fick aldrig chansen i Columbus men spelade några matcher i farmarlaget Syracuse Crunch.
Detta visade sig dock inte vara tillräckligt för att han skulle kunna platsa i laget, och han fick gång på gång nöja sig med att vistas i allt sämre lag såsom Youngstown SteelHounds (CHL) och Red Deer Rebels (WHL).
År 2008 lämnade Starkov Nordamerika och prövade lyckan i sitt forna hemland Ryssland och det legendariska laget CSKA Moskva. Inte heller där lyckades han etablera sig som en nyckelspelare och fick endast spela 18 matcher under vilka han gjorde 3 poäng.
2009 återvände han till Sverige och Elitserien där han skrev på ett Tryoutkontrakt med Timrå IK. Senare under året meddelade Starkovs agent Lars Cedeström att dansken stannar säsongen ut.
Efter ett år som lagkapten i moderklubben Esbjerg återvänder Starkov till Sverige igen 2011, men valde nu att spela i Rögle BK. Fick sedan lämna klubben under säsongen för uteblivna resultat. Då passade ÍK Oskarshamn på att knyta till sig Starkov. Men fick avsluta säsongen 2011-2012 hemma i Danmark hos SønderjyskE. Efter säsongens slut presenterades Starkov som ett av IK Oskarshamns nyförvärv inför säsongen 2012-2013. Inför säsongen 2013-2014 skrev han på för moderklubben Esbjerg IK, för att senare avlsuta säsongen i schweiziska HC Red Ice.

## Landslagskarriär
Starkov representerade Danmark under Världsmästerskapet i ishockey 2007.